# Manuel Machado (Dichter)

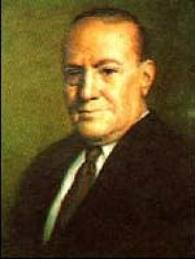
Manuel Machado

Manuel Machado Ruiz (* 29. August 1874 in Sevilla; † 19. Januar 1947 in Madrid) war ein spanischer Dichter und der Bruder von Antonio Machado.

## Leben
Manuel Machado wurde als Sohn des Schriftstellers und Anthropologen Antonio Machado Álvarez und Ana Ruiz in Sevilla geboren. Als er neun Jahre alt war, übersiedelte die Familie nach Madrid, wo Machado Literatur studierte, seine ersten Gedichte veröffentlichte und andere Dichter wie Juan Ramón Jiménez kennenlernte. Er wurde Leiter des Museo Municipal und war als Journalist tätig. 1938 wurde er zum Mitglied der Real Academia Española ernannt. Zusammen mit seinem Bruder Antonio schuf er einige Theaterstücke, darunter La Lola se va a los Puertos („Lola geht in die Häfen“), La duquesa de Benamejí, La prima Fernanda, Juan de Mañara, Las adelfas, El hombre que murió en la guerra und Desdichas de la fortuna o Julianillo Valcárcel. Politisch schlugen sie allerdings unterschiedliche Richtungen ein: Manuel auf Seiten der Anhänger von Franco, dem er auch ein Gedicht widmete, Antonio auf Seiten der Republikaner. Auch literarisch wird Manuel zum Modernismo gezählt, Antonio zur Generación del 98.

## Werk
Manuel Machado widmete sich dem Studium des Flamenco und der andalusischen Folklore und schrieb seine Lyrik (etwa sein Gedicht Nocturno Madrileño) auch in diesem Stil (coplas, seguidillas, soleares etc.). Daneben verfasste er auch zahlreiche Sonette und Romanzen.

### Gedichte (Gesammelte Werke)
- Poesías completas: Soledades, Galerías, Campos de Castilla. Ed.: Manuel Alvar. Pozuelo de Alarcón (Madrid): Ed. Espasa Calpe, 2006. (Colección Austral; 33) ISBN 84-670-2150-0